# Штрик, Иван Антонович
Иван Антонович Штрик (1796—1852) — главный надзиратель Императорского Московского воспитательного дома.
Родился в дворянской семье Лифляндской губернии. Получив первоначальное домашнее образование, в 1811 году он поступил на военную службу юнкером в гвардейскую артиллерийскую бригаду. В 1812 году он с отличиями участвовал в Отечественной войне и был произведён в офицеры. Участвуя в сражении при Мерцани (в Саксонии), он лишился одной ноги; был награждён орденом Св. Владимира 4-й степени с бантом. В 1820 году за увечье был уволен с военной службы и в следующем же году поступил на гражданскую службу.
В 1837 году И. А. Штрик был назначен главным надзирателем Московского воспитательного дома и своей деятельностью на этой должности обратил на себя внимание высочайших покровителей этого заведения. Кроме этого, в продолжение нескольких лет он состоял президентом комитета попечительства о бедных евангелическо-лютеранского исповедания; был членом Вольно-экономического общества и Московского общества сельского хозяйства.
С 21 июня 1841 года — статский советник, с 26 мая 1844 года — действительный статский советник.
Умер после тяжелой двухмесячной болезни 29 мая (10 июня) 1852 года в Москве.